# Херта Мюлер
Херта Мюлер (на немски: Herta Müller) е румънско-германска писателка, поетеса и есеистка, известна със своите произведения, описващи тежките условия на живот в Румъния при режима на Николае Чаушеску и преследванията срещу румънските немци при комунистическото управление в страната.

## Житейски път
Херта Мюлер е родена на 17 август 1953 г. в Ницкидорф, Банат, и е с немски етнически произход. Майка ѝ е депортирана в СССР, в един от лагерите за принудителен труд. Баща ѝ изкарва прехраната на семейството като шофьор на камион в тогавашната немска армия. От 1973 до 1976 г. Херта Мюлер изучава германистика и румънистика в университета на град Тимишоара, който е административен център на Окръг Тимиш, Банат, Западна Румъния. През 1976 г. започва работа в машиностроителен завод като преводачка, но скоро е набедена и напуска. След това изкарва прехраната си с учителска дейност по училища и детски градини. Херта Мюлер е преследвана от режима на Чаушеску, тъй като остро критикува властта, а произведенията ѝ са цензурирани. През 1987 г. емигрира от Румъния и се установява в Западен Берлин. В началото на 90-те години придобива международна известност, като книгите ѝ са преведени на повече от 20 езика. От особено значение е романът ѝ „Разлюлян дъх“ (Atemschaukel), публикуван през 2009 година.

## Признание
От 1995 г. Мюлер е член на Немската академия за език и литература в Дармщат и на „Обединението на немските есесити, новелисти и поети“.
Лауреат е на над 20 награди, сред които Немската езикова награда (Deutscher Sprachpreis) (1989), наградата „Розвита“ (1990), „Наградата на немската критика“ (1992), Европейската награда Aristeion Prize (1995), като тя е единствена представителка на немскоговорещите страни, печелила тази награда.
Херта Мюлер е носител на Нобеловата награда за литература за 2009 година.